# Агриппина Ольгердовна
Агриппи́на (в крещении — Мария; ум. 1393) — дочь великого князя литовского Ольгерда от первого брака с Марией Витебской. Согласно Супрасльской и Академической летописям, в 1354 году Агриппина была выдана замуж за суздальского князя Бориса Константиновича. В 1392 году Василий Дмитриевич, великий князь московский, подарками и посулами получил от хана ярлык на княжество Нижегородское. Затем он отправил в Нижний своих людей, которым нижегородские бояре, предали город, а Бориса с женою и детьми в оковах по приказанию Василия I развезли по разным городам, где она и умерла в заключении.

## Дети
Имела двоих сыновей: Ивана по прозвищу Тугой лук и Данилу.